# Mathias Hong
Mathias Hong (* 1970) ist ein deutscher Rechtswissenschaftler und Hochschullehrer.

## Leben
Hong studierte von 1991 bis 1997 Rechtswissenschaften und Politikwissenschaft an der Georg-August-Universität Göttingen. Im Jahr 2006 promovierte er bei Ulli Rühl an der Universität Bremen mit einer asylrechtlichen Arbeit. Von 2005 bis 2008 war Hong Wissenschaftlicher Mitarbeiter am Bundesverfassungsgericht in den Dezernaten der Richter Wolfgang Hoffmann-Riem und Johannes Masing. Im Anschluss war er bis 2016 bei Masing am Institut für Öffentliches Recht der Albert-Ludwigs-Universität Freiburg tätig. 2016 habilitierte er sich in Freiburg mit einer Arbeit über die Menschenwürde im Grundgesetz. Es folgten Lehrstuhlvertretungen an der Westfälischen Wilhelms-Universität Münster und an der Albert-Ludwigs-Universität Freiburg. Von 2017 bis 2019 nahm Hong eine G8-Entlastungsprofessur für Öffentliches Recht an der Goethe-Universität Frankfurt am Main wahr. Im Wintersemester 2019/2020 übernahm er eine Lehrstuhlvertretung an der Justus-Liebig-Universität Gießen. Im Jahr 2019 erging ein Ruf auf eine Professur für Öffentliches Recht an der Hochschule für Wirtschaft und Recht Berlin, den Hong jedoch ablehnte. Seit März 2020 ist Hong Professor für Öffentliches Recht an der Hochschule für öffentliche Verwaltung Kehl.

## Schriften (Auswahl)
- Asylgrundrecht und Refoulementverbot, Nomos, Baden-Baden 2008, ISBN 978-3-8329-3793-5.
- Todesstrafenverbot und Folterverbot. Grundrechtliche Menschenwürdegehalte unter dem Grundgesetz, Mohr Siebeck, Tübingen 2019, ISBN 978-3-16-156928-9.
- Der Menschenwürdegehalt der Grundrechte. Grundfragen, Entstehung und Rechtsprechung, Mohr Siebeck, Tübingen 2019, ISBN 978-3-16-156926-5.
- Abwägungsfeste Rechte. Von Alexys Prinzipien zum Modell der Grundsatznormen, Mohr Siebeck, Tübingen 2019, ISBN 978-3-16-156626-4.